# سيرغي بوندارتشوك
سيرغي بوندارتشوك (بالروسية:Серге́й Фё́дорович Бондарчу́к; بالإكرانية:Сергі́й Фе́дорович Бондарчу́к; ولد في 25 ستمبر, 1920 ومات في 20 أكتوبر, 1994) هو مخرج سينمائي، كاتب سيناريو، وممثل. سوفيتي.

## السيرة الذاتية
ولد سيرغي بوندارتشوك في قرية بيلوزيركا في مقاطعة خيرسون الأوكرانية في عائلة فلاح حيث كان والده رئيسا لمزرعة تعاونية (كولخوز). وبعد عدة اعوام انتقلت العائلة إلى تاغانروك ومن ثم إلى ييسك. وقد ابدى سيرغي منذ الطفولة ولعا بالتمثيل وشارك في العروض المسرحية للهواة في ييسك. وفي عام 1937 التحق بفرقة المسرح الدرامي في المدينة.وفي العام نفسه التحق بمعهد المسرح في مدينة روستوف على الدون. لكنه لم يواصل الدراسة فيه بسبب اندلاع الحرب العالمية الثانية. فعمل في عام 1941 في مسرح الجيش في غروزني ومن ثم انضم في عام 1942 إلى الوحدات المقاتلة في الجبهة. وشارك الممثل في معارك الدفاع عن شمال القوقاز. وبعد الحرب أدى الخدمة العسكرية في حامية موسكو العسكرية التي سُرِّح منها في عام 1946. وعندئذ قرر تكريس حياته للفن. فأنضم إلى معهد فغيك حيث قبل في السنة الثالثة في قسم التمثيل وتخرج من المعهد في عام1948. وقد دعاه استاذه غيراسيموف للمشاركة في فيلم الحرس الفتي حيث أدى دور فالكا وهو شاب عضو في التنظيم السري المناهض للنازيين. وبعد ذلك شارك بوندارتشوك في أفلام عديدة منها فيلم " اللعوبة"(اقتبس السيناريو من قصة لتشيخوف) "وتاراس شيفتشينكو (1952) و"عطيل" (1956) و" مصير إنسان" (1959) وكذلك في " رواية غير منتهية"(1955) و" سريوغا" و" الخال فانيا" وغيرها. ومنح بوندارتشوك جائزة لينين لدوره عن فيلم " مصير إنسان" الذي قام بأخراجه أيضا. وفي عام 1968 حاز على جائزة "الاوسكار" لأكاديمية السينما الأمريكية لقاء إخراج فيلم " الحرب والسلام" المأخوذ عن ملحمة ليف تولستوي الشهيرة. وبعد هذا الفيلم حصل سيرغي بوندارتشوك على شهرة عالمية وحصل الفيلم بالإضافة إلى " الاوسكار"على دبلوم الشرف في مهرجان البندفية السينمائي الدولي والجائزة الكبرى في مهرجان موسكو السينمائي الدولي. ومن ثم اخرج بوندارتشوك أفلام" انهم قاتلوا من اجل الوطن" المأخوذة قصته عن رواية ميخائيل شولوخوف (1975)، و" الاب سيرغي" (1978)، و" واترلو" و" السهب" و"بوريس غودونوف"(مثل بوندارتشوك فيه دور القيصر الروسي غودونوف). وفي عام 1990 اتفق بوندارتشوك مع شركة إيطالية على إخراج فيلم " الدون الهادئ" المقتبس من رواية شولوخوف المعروفة. وبالرغم من تصوير كافة مشاهد الفيلم فأنه لم يشاهد النور الا بعد وفاته حين تولى نجله فيودور بوندارتشوك اكمال إنتاج الفيلم وعرض في عام 2007. مارس سيرغي بوندارتشوك العمل التربوي في معهد "فغيك" بالإضافة إلى عمله السينمائي، وكذلك العمل الاجتماعي حيث كان عضوا في مجلس السوفيت الأعلى وسكرتيرا لأتحاد السينمائيين السوفيت. توفي سيرغي بوندارتشوك في 20 أكتوبر عام 1994.

## روابط خارجية
- سيرغي بوندارتشوك على موقع IMDb (الإنجليزية)
- سيرغي بوندارتشوك على موقع روتن توميتوز (الإنجليزية)
- سيرغي بوندارتشوك على موقع مونزينجر (الألمانية)
- سيرغي بوندارتشوك على موقع ألو سيني (الفرنسية)
- سيرغي بوندارتشوك على موقع تيرنر كلاسيك موفيز (الإنجليزية)
- سيرغي بوندارتشوك على موقع أول موفي (الإنجليزية)
- سيرغي بوندارتشوك على موقع قاعدة بيانات الأفلام السويدية (السويدية)
- سيرغي بوندارتشوك على موقع قاعدة بيانات الفيلم (الإنجليزية)
- سيرغي بوندارتشوك على موقع ليتربوكسد (الإنجليزية)
- سيرغي بوندارتشوك على موقع كينوبويسك (الروسية)